# NGC 6718
NGC 6718 é uma galáxia espiral barrada (SBb) localizada na direcção da constelação de Pavo. Possui uma declinação de -66° 06' 37" e uma ascensão recta de 19 horas, 01 minutos e 28,9 segundos.
A galáxia NGC 6718 foi descoberta em 23 de Junho de 1835 por John Herschel.